# M. S. Swaminathan
Mankombu Sambasivan Swaminathan (Kumbakonam, 7 de agosto de 1925 – Chenai, 28 de setembro de 2023) foi um agrônomo indiano, cientista agrícola, geneticista de plantas, administrador e humanitário. Swaminathan foi um líder global da revolução verde. Ele foi chamado de o principal arquiteto da revolução verde na Índia por sua liderança e papel na introdução e desenvolvimento de variedades de trigo e arroz de alto rendimento. Os esforços científicos colaborativos de Swaminathan com Norman Borlaug, liderando um movimento de massa com agricultores e outros cientistas e apoiados por políticas públicas, salvaram a Índia e o Paquistão de certas condições semelhantes à fome na década de 1960. Sua liderança como Diretor Geral do Instituto Internacional de Pesquisa do Arroz (IRRI) nas Filipinas foi fundamental para que ele recebesse o primeiro Prêmio Mundial da Alimentação em 1987, reconhecido como o Nobel ou as mais altas honras no campo da agricultura. O Programa das Nações Unidas para o Meio Ambiente o chamou de "o Pai da Ecologia Econômica".
Swaminathan contribuiu com pesquisas básicas relacionadas à batata, trigo e arroz, em áreas como citogenética, radiação ionizante e radiossensibilidade. Foi Presidente das Conferências Pugwash e da União Internacional para a Conservação da Natureza (IUCN). Em 1999, ele foi um dos três indianos, junto com Gandhi e Tagore, na lista da revista TIME das "20 pessoas asiáticas mais influentes do século XX". Swaminathan recebeu inúmeros prêmios e homenagens, incluindo o Prêmio Shanti Swarup Bhatnagar, Prêmio Ramon Magsaysay e o Prêmio Albert Einstein World Science. Ele presidiu a Comissão Nacional de Agricultores em 2004, que recomendou maneiras abrangentes de melhorar o sistema agrícola da Índia. Ele é o fundador de uma fundação de pesquisa de mesmo nome. Ele cunhou o termo "Revolução Evergreen" em 1990 para descrever sua visão de "produtividade em perpetuidade sem danos ecológicos associados". Ele foi indicado ao Parlamento da Índia para um mandato entre 2007 e 2013. Durante seu mandato, ele apresentou um projeto de lei para o reconhecimento de mulheres agricultoras na Índia que, no entanto, caducou.

## Vida e carreira

### Início da vida e educação
Swaminathan nasceu em Kumbakonam, Presidência de Madras em 7 de agosto de 1925. Ele era o segundo filho do cirurgião geral Dr. MK Sambasivan e Parvati Thangammal Sambasivan. Após a morte de seu pai quando ele tinha 11 anos, o jovem Swaminathan foi cuidado pelo irmão de seu pai.
Seus pais queriam que ele estudasse medicina. Com isso em mente, iniciou seu ensino superior com zoologia. Mas, quando ele testemunhou os impactos da fome de Bengala de 1943 durante a Segunda Guerra Mundial e a escassez de arroz em todo o subcontinente, ele decidiu dedicar sua vida a garantir que a Índia tivesse comida suficiente. Apesar da sua origem familiar, e pertencente a uma época em que a medicina e a engenharia eram consideradas muito mais prestigiosas, optou pela agricultura.
Ele terminou seu curso de graduação em zoologia no Maharaja's College em Trivandrum, Kerala (agora conhecido como University College, Thiruvananthapuram na Universidade de Kerala). Ele então estudou na Universidade de Madras (Madras Agricultural College, agora a Tamil Nadu Agricultural University) de 1940 a 1944 e obteve um diploma de bacharel em ciências agrícolas. Durante este tempo ele também foi ensinado por Cotah Ramaswami, professor de agronomia.

### Holanda e Europa
Foi bolsista da UNESCO na Universidade Agrícola de Wageningen, Instituto de Genética da Holanda, por oito meses. A demanda por batata durante a segunda guerra mundial resultou em desvios nas antigas rotações de culturas. Isso causou infestações de nematóides dourados em certas áreas, como terras agrícolas recuperadas. Swaminathan trabalhou na adaptação de genes para fornecer resiliência contra esses parasitas, bem como o clima frio. Para este efeito, a pesquisa foi bem sucedida. Ideologicamente, a universidade influenciou suas atividades científicas posteriores na Índia com relação à produção de alimentos. Durante este tempo ele também fez uma visita ao Instituto Max Planck para Pesquisa de Melhoramento de Plantas na Alemanha devastada pela guerra; isso mais tarde o influenciaria profundamente, pois durante sua próxima visita, uma década depois, ele viu que os alemães haviam transformado a Alemanha, tanto em infraestrutura quanto em energia.

### Reino Unido
Em 1950, mudou-se para estudar no Plant Breeding Institute na Escola de Agricultura da Universidade de Cambridge. Obteve o título de Doutor em Filosofia (Ph.D.) em 1952, por sua tese, "Diferenciação de espécies e a natureza da poliploidia em certas espécies do gênero Solanum — seção Tuberarium". No Natal seguinte, ele ficou por uma semana com F. L. Brayne, um ex-oficial do Serviço Civil Indiano, cujas experiências com a Índia rural influenciaram Swaminathan em seus últimos anos.

### Índia
Ele voltou para a Índia no início de 1954. Não havia empregos em sua especialização e apenas três meses depois ele teve a oportunidade, por meio de um ex-professor, de trabalhar temporariamente como botânico assistente no Central Rice Research Institute em Cuttack. Na Cuttack, ele estava sob um programa de hibridização de arroz indica-japônica iniciado por Krishnaswami Ramiah. Esse período influenciaria seu futuro trabalho com trigo. Meio ano depois, ele ingressou no Indian Agricultural Research Institute (IARI) em Nova Delhi, em outubro de 1954, como citogeneticista assistente. Swaminathan criticava a importação de grãos alimentares da Índia quando setenta por cento da Índia dependia da agricultura. Outras situações de seca e fome estavam se desenvolvendo no país. M. S  Swaminathan morreu em casa, em Chenai, no dia 28 de setembro de 2023, aos 98 anos.

Um selo postal comemorativo da Índia lançado em 17 de julho de 1968 marcando a "Revolução do Trigo". O selo retrata talos de trigo, o Instituto Indiano de Pesquisa Agrícola (IARI), e um histograma mostrando o aumento da produção de trigo.

## Reconhecimento público

### Prêmios e honras
Swaminathan recebeu a Medalha Memorial Mendel da Academia de Ciências da Tchecoslováquia em 1965. Depois disso, ele recebeu vários prêmios e honrarias internacionais, incluindo o Prêmio Ramon Magsaysay (1971), o Prêmio Mundial de Ciência Albert Einstein (1986), o primeiro Prêmio Mundial da Alimentação (1987), o Tyler Prize for Environmental Achievement (1991), o Four Freedoms Award (2000), e a Medalha Planeta e Humanidade da União Geográfica Internacional (2000). Ao aceitar o Prêmio Ramon Magsaysay, Swaminathan citou Sêneca: "Uma pessoa faminta não ouve a razão, nem a religião, nem se curva a nenhuma oração."

## Publicações
Swaminathan publicou 46 artigos como autor único entre 1950 e 1980. No total, ele tinha 254 trabalhos em seu crédito, 155 dos quais ele era o único ou primeiro autor. Seus trabalhos científicos são nas áreas de melhoramento de culturas (95), citogenética e genética (87) e filogenética (72). Seus editores mais frequentes foram Indian Journal of Genetics (46), Current Science (36), Nature (12) e Radiation Botany (12).
As publicações selecionadas incluem:
- Swaminathan, M.S. (1951). «Notes on induced polyploids in the tuber-bearing Solanum species and their crossability with Solanum tuberosum.». American Potato Journal. 28: 472–489. doi:10.1007/BF02854980
- Howard, H. W.; Swaminathan, M. S. (1953). «The cytology of haploid plants of Solanum demissum». Genetica (em inglês). 26 (1): 381–391. ISSN 0016-6707. PMID 13142313. doi:10.1007/BF01690622
- Swaminathan, M. S.; Hougas, R. W. (1954). «Cytogenetic Studies in Solanum verrucosum Variety Spectabilis». American Journal of Botany. 41 (8): 645–651. ISSN 0002-9122. JSTOR 2438291. doi:10.2307/2438291
- Swaminathan, M. S. (1 de janeiro de 1954). «Nature of Polyploidy in Some 48-Chromosome Species of the Genus Solanum, Section Tuberarium». Genetics (em inglês). 39 (1): 59–76. ISSN 0016-6731. PMC 1209637. PMID 17247468. doi:10.1093/genetics/39.1.59
- Swaminathan, M. S. (1955). «Overcoming Cross-Incompatibility among some Mexican Diploid Species of Solanum». Nature (em inglês). 176 (4488): 887–888. Bibcode:1955Natur.176..887S. ISSN 1476-4687. doi:10.1038/176887b0
- Swaminathan, M. S. (1956). «Disomic and Tetrasomic Inheritance in a Solanum Hybrid». Nature (em inglês). 178 (4533): 599–600. Bibcode:1956Natur.178..599S. ISSN 1476-4687. doi:10.1038/178599b0
- Swaminathan, M. S.; Murty, B. R. (1 de novembro de 1959). «Aspects of Asynapsis in Plants. I. Random and Non Random Chromosome Associations». Genetics (em inglês). 44 (6): 1271–1280. ISSN 0016-6731. PMC 1224432. PMID 17247892. doi:10.1093/genetics/44.6.1271

Além disso, ele escreveu alguns livros sobre o tema geral do trabalho de sua vida, biodiversidade e agricultura sustentável para aliviar a fome. Os livros, artigos, diálogos e discursos de Swaminathan incluem:
- Swaminathan, M. S.; Kochhar, S. L. (2019). Major Flowering Trees of Tropical Gardens (em inglês). [S.l.]: Cambridge University Press. ISBN 978-1-108-48195-3
- Swaminathan, M. S. (2017). 50 Years of Green Revolution: An Anthology of Research Papers (em inglês). [S.l.]: World Scientific. ISBN 978-981-320-007-4
- Swaminathan, M. S. (2014). «EDITORIAL: Zero hunger». Science. 345 (6196): 491. JSTOR 24745192. PMID 25082671. doi:10.1126/science.1258820
- Swaminathan, M. S. (2011). In Search Of Biohappiness: Biodiversity And Food, Health And Livelihood Security (em inglês). [S.l.]: World Scientific. ISBN 978-981-4462-56-3
- Swaminathan, M. S. (2010). Science and Sustainable Food Security: Selected Papers of M S Swaminathan (em inglês). [S.l.]: World Scientific. ISBN 978-981-4282-11-6
- Swaminathan, M. S. (2006). «An Evergreen Revolution». Crop Science. 46 (5): 2293–2303. doi:10.2135/cropsci2006.9999
- Swaminathan, M. S.; Ikeda, Daisaku (2005). Revolutions to Green the Environment, to Grow the Human Heart: A Dialogue Between M.S. Swaminathan, Leader of the Ever-green Revolution and Daisaku Ikeda, Proponent of the Human Revolution (em inglês). [S.l.]: East West Books (Madras). ISBN 978-81-88661-34-3
- Halving Hunger: It Can Be Done. [S.l.]: United Nations Millennium Project Hunger Task Force. 2005
- Swaminthan, M. S., ed. (1998). Gender Dimensions in Biodiversity Management (em inglês). Papers presented at a workshop held at MSSRF in June 1997. [S.l.]: Konark Publishers. ISBN 978-81-220-0531-8
- Swaminathan, M. S. (1997). «Implementing the benefit-sharing provisions of the Convention on Biological Diversity: Challenges and opportunities». Plant Genetic Resources Newsletter (No. 112). pp. 19–27  – via ecolex.org
- Swaminathan, M.S., ed. (1993). Wheat Revolution—A dialogue. [S.l.]: Macmillan India